# Cucullia draudti
Cucullia draudti är en fjärilsart som beskrevs av Charles Boursin 1942. Cucullia draudti ingår i släktet Cucullia och familjen nattflyn. Inga underarter finns listade i Catalogue of Life.